# GeForce 3
GeForce3 — поколение графических процессоров семейства GeForce, разработанное и выпущенное компанией NVIDIA в 2001 году.
Графический процессор NVIDIA GeForce3 с подсистемой nfiniteFX и архитектурой памяти Lightspeed.

## Технические характеристики

### GeForce3 Ti 500
- Графическое ядро: 256-бит
- Интерфейс памяти: 128-бит DDR

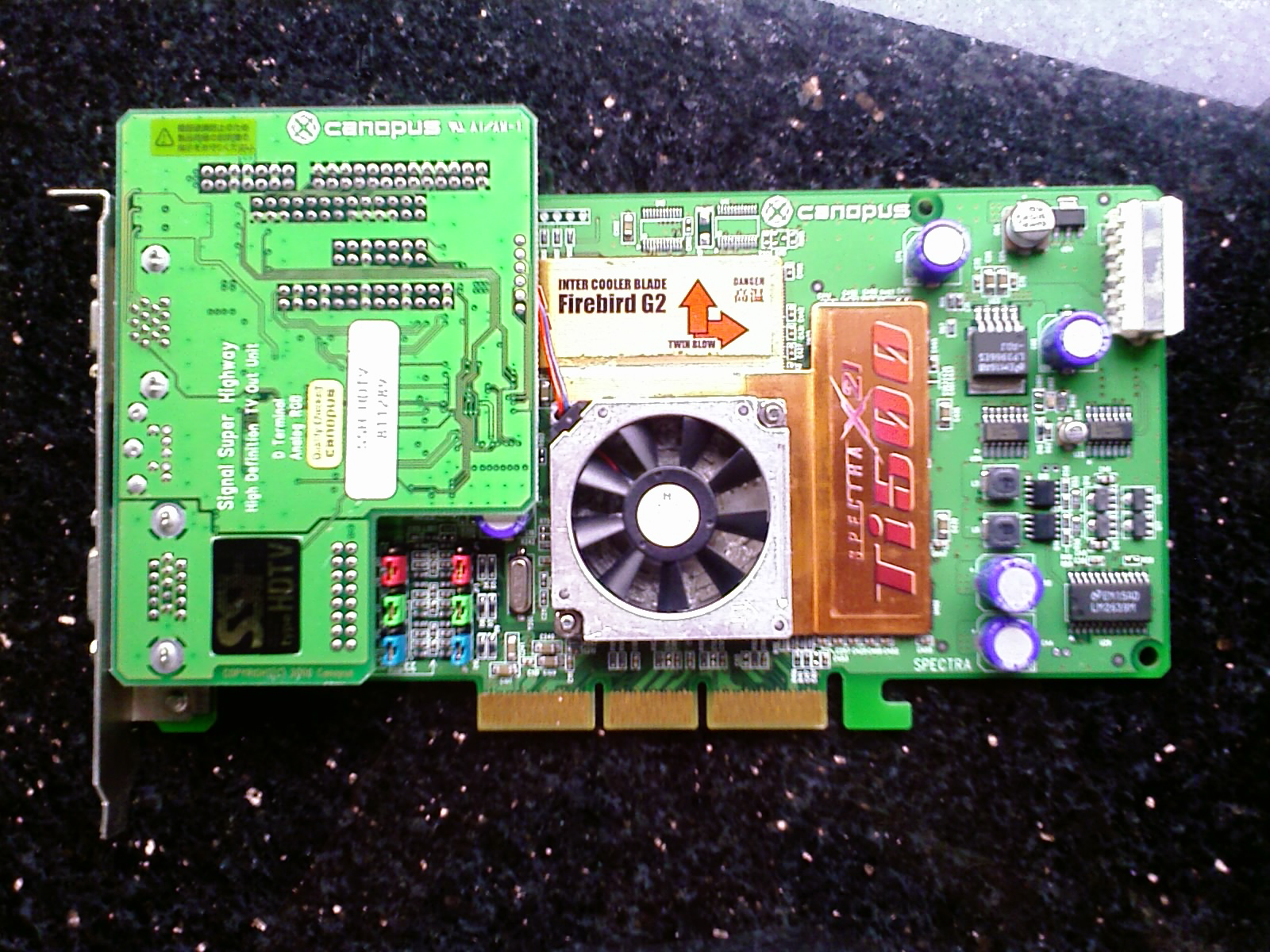
Canopus GeForce3 Ti 500

- Fill Rate: 3,84 млрд AA семплов/с.
- Производительность (операций/сек): 960 млрд.
- Пропускная способность памяти: 8,0 Гб/с.

### GeForce3
- Графическое ядро: 256-бит
- Интерфейс памяти: 128-бит DDR
- Fill Rate: 3,2 млрд AA семплов/с.
- Производительность (операций/сек): 800 млрд.
- Пропускная способность памяти: 7,36 Гб/с.

### GeForce3 Ti 200
- Графическое ядро: 256-бит
- Интерфейс памяти: 128-бит DDR
- Fill Rate: 2,8 млрд AA семплов/с.

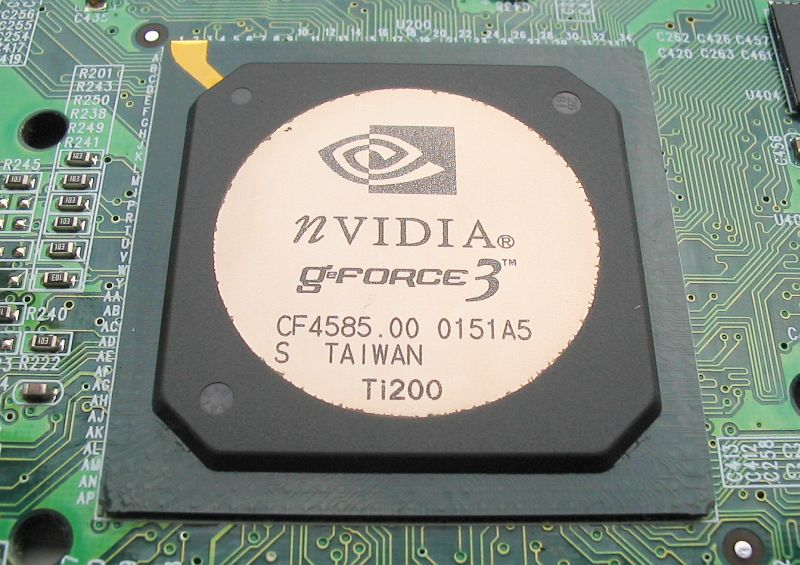
GeForce3 Ti 200 GPU

- Производительность (операций/сек): 700 млрд.
- Пропускная способность памяти: 6,4 Гб/с.